# 東経11度線
東経11度線（とうけい11どせん）は、本初子午線面から東へ11度の角度を成す経線である。北極点から北極海、ヨーロッパ、地中海、アフリカ、大西洋、南極海、南極大陸を通過して南極点までを結ぶ。
東経11度線は、西経169度線と共に大円を形成する。

## 通過する地域一覧
東経11度線は、北極点から南極点まで南に向かって以下の場所を通っている。
| 地理座標                                             | 国土・領土・領海       | 備考 |
| ---------------------------------------------------- | ---------------------- | --- |
| 北緯90度0分 東経11度0分 / 北緯90.000度 東経11.000度  | 北極海                 | |
| 北緯79度45分 東経11度0分 / 北緯79.750度 東経11.000度 | ノルウェー             | スピッツベルゲン島、プリンス・カール・フォーランド島（スヴァールバル諸島）                                                                                              |
| 北緯78度30分 東経11度0分 / 北緯78.500度 東経11.000度 | 大西洋                 | |
| 北緯64度57分 東経11度0分 / 北緯64.950度 東経11.000度 | ノルウェー             | 北端はヌール・トロンデラーグ県ヴィクナ、南端はエストフォル県Kirkeøy |
| 北緯58度57分 東経11度0分 / 北緯58.950度 東経11.000度 | スウェーデン           | コステル島（英語版） |
| 北緯58度52分 東経11度0分 / 北緯58.867度 東経11.000度 | スカゲラク海峡         | |
| 北緯57度48分 東経11度0分 / 北緯57.800度 東経11.000度 | カテガット海峡         | |
| 北緯57度18分 東経11度0分 / 北緯57.300度 東経11.000度 | デンマーク             | レス島 |
| 北緯57度12分 東経11度0分 / 北緯57.200度 東経11.000度 | カテガット海峡         | グレーノ（英語版）（ デンマーク・ユトランド半島最東端）のすぐ東を通過                                                                                                   |
| 北緯55度45分 東経11度0分 / 北緯55.750度 東経11.000度 | デンマーク             | シェラン島 |
| 北緯55度35分 東経11度0分 / 北緯55.583度 東経11.000度 | 大ベルト海峡           | グレートベルト・リンクと交差 |
| 北緯55度8分 東経11度0分 / 北緯55.133度 東経11.000度  | スモランズ海（英語版） | |
| 北緯54度49分 東経11度0分 / 北緯54.817度 東経11.000度 | デンマーク             | ロラン島 |
| 北緯54度46分 東経11度0分 / 北緯54.767度 東経11.000度 | キール湾               | |
| 北緯54度23分 東経11度0分 / 北緯54.383度 東経11.000度 | ドイツ                 | Wagrien半島 - シュレースヴィヒ＝ホルシュタイン州 |
| 北緯54度9分 東経11度0分 / 北緯54.150度 東経11.000度  | リューベック湾         | |
| 北緯53度59分 東経11度0分 / 北緯53.983度 東経11.000度 | ドイツ                 | メクレンブルク＝フォアポンメルン州 ニーダーザクセン州 ザクセン＝アンハルト州 ニーダーザクセン州 ザクセン＝アンハルト州 テューリンゲン州 - エアフルトを通過 バイエルン州 |
| 北緯47度24分 東経11度0分 / 北緯47.400度 東経11.000度 | オーストリア           | |
| 北緯46度46分 東経11度0分 / 北緯46.767度 東経11.000度 | イタリア               | トレンティーノ＝アルト・アディジェ州 ヴェネト州 エミリア＝ロマーニャ州 トスカーナ州                                                                                     |
| 北緯42度41分 東経11度0分 / 北緯42.683度 東経11.000度 | 地中海                 | ティレニア海 - ジリオ島とモンテ・アルジェンターリオ半島（ イタリア）の間を通過 シチリア海峡                                                                             |
| 北緯37度4分 東経11度0分 / 北緯37.067度 東経11.000度  | チュニジア             | ボン岬半島 |
| 北緯36度45分 東経11度0分 / 北緯36.750度 東経11.000度 | 地中海                 | ハンマメット湾 |
| 北緯35度39分 東経11度0分 / 北緯35.650度 東経11.000度 | チュニジア             | |
| 北緯35度1分 東経11度0分 / 北緯35.017度 東経11.000度  | 地中海                 | |
| 北緯34度41分 東経11度0分 / 北緯34.683度 東経11.000度 | チュニジア             | ケルケナ諸島 |
| 北緯34度39分 東経11度0分 / 北緯34.650度 東経11.000度 | 地中海                 | ガベス湾 |
| 北緯33度51分 東経11度0分 / 北緯33.850度 東経11.000度 | チュニジア             | ジェルバ島、本土 |
| 北緯32度12分 東経11度0分 / 北緯32.200度 東経11.000度 | リビア                 | |
| 北緯24度28分 東経11度0分 / 北緯24.467度 東経11.000度 | アルジェリア           | |
| 北緯22度58分 東経11度0分 / 北緯22.967度 東経11.000度 | ニジェール             | |
| 北緯13度22分 東経11度0分 / 北緯13.367度 東経11.000度 | ナイジェリア           | |
| 北緯6度41分 東経11度0分 / 北緯6.683度 東経11.000度   | カメルーン             | |
| 北緯2度10分 東経11度0分 / 北緯2.167度 東経11.000度   | 赤道ギニア             | |
| 北緯1度0分 東経11度0分 / 北緯1.000度 東経11.000度    | ガボン                 | |
| 南緯3度46分 東経11度0分 / 南緯3.767度 東経11.000度   | 大西洋                 | |
| 南緯60度0分 東経11度0分 / 南緯60.000度 東経11.000度  | 南極海                 | |
| 南緯69度53分 東経11度0分 / 南緯69.883度 東経11.000度 | 南極大陸               | ドローニング・モード・ランド（ ノルウェーが領有権を主張） |